# モンテイアージ
モンテイアージ（イタリア語: Monteiasi）は、イタリア共和国プッリャ州ターラント県にある、人口約5,500人の基礎自治体（コムーネ）。

## 地理

### 位置・広がり

#### 隣接コムーネ
隣接するコムーネは以下の通り。
- グロッターリエ - 北東
- カロジーノ - 南東
- サン・ジョルジョ・イオーニコ - 南
- ターラント - 西